# Rust (Burgenland)
Rust é uma cidade da Áustria localizada no estado de Burgenland. Rust é uma cidade estatutária, ou seja, possui estatuto de cidade e distrito.